# Église du Saint-Esprit de Tallinn
Pour les articles homonymes, voir Église du Saint-Esprit.
L'église du Saint-Esprit (en estonien : Püha Vaimu kirik, Pühavaimu kirik, en allemand : Heiliggeistkirche) est une église luthérienne, située dans la vieille ville de Tallinn, capitale d'Estonie. C'est l'église du Moyen Âge la plus petite de la ville.

## Histoire
L'église du Saint-Esprit fut érigée en 1300 comme chapelle à deux nefs pour les pauvres et les malades, car elle dépendait d'un petit hospice. Elle a été achevée en 1380. Elle possède la cloche la plus ancienne de la ville (1433), à côté de deux autres cloches du XVIIe siècle. On peut y lire une inscription en moyen bas-allemand Ik sla rechte der Maghet als derne Knechte, der Wrouwen als dern Heren, des es kan mi nemant ver keren.
De catholique, la chapelle devient église luthérienne en 1524 et joue dès lors un rôle important pour la communauté estonienne, car, contrairement aux autres églises de la ville, les cultes y sont bientôt célébrés en langue estonienne (en 1531) plutôt qu'en allemand et le pasteur Johann Koell y rédige le premier catéchisme en langue estonienne pour ses paroissiens en 1535.
Un clocher octogonal remplace l'ancien clocher au XVIIe siècle et Elert Thiele installe sur le mur nord extérieur une horloge (la plus ancienne de la ville) représentant les rayons du soleil et les quatre Évangélistes.
On remarque un crucifix gothique tardif, une chaire Renaissance de 1597 et surtout un magnifique autel de Bernt Notke (1483) venu de Lübeck pour embellir les édifices de Reval (ancien nom de Tallinn à l'époque) à l'invitation de ses bourgmestres qui avaient des liens avec la ville hanséatique.
Le facteur d'orgues germano-balte August Terkmann a réalisé l'orgue en 1929.

## Galerie

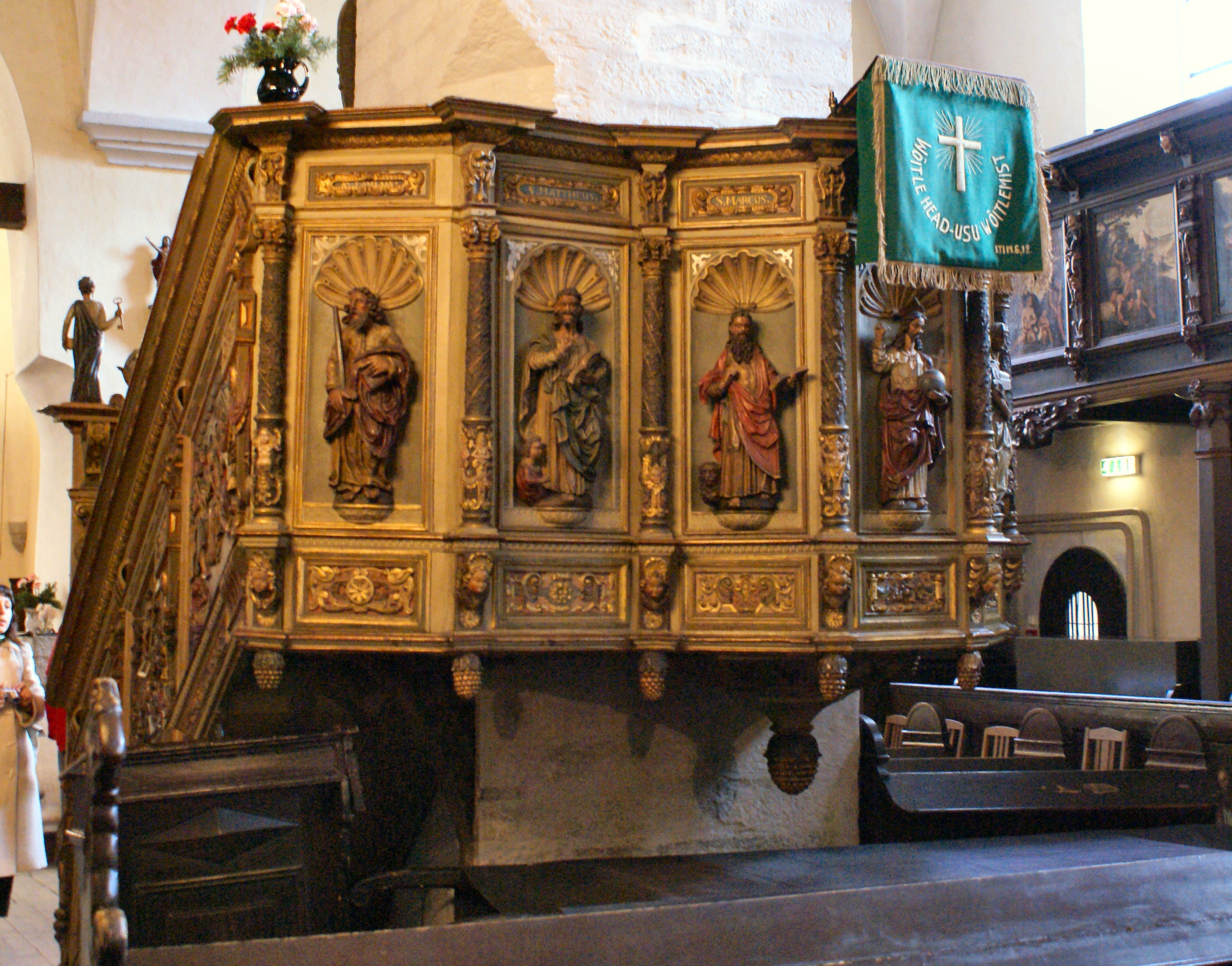
Chaire de l'église (1597).
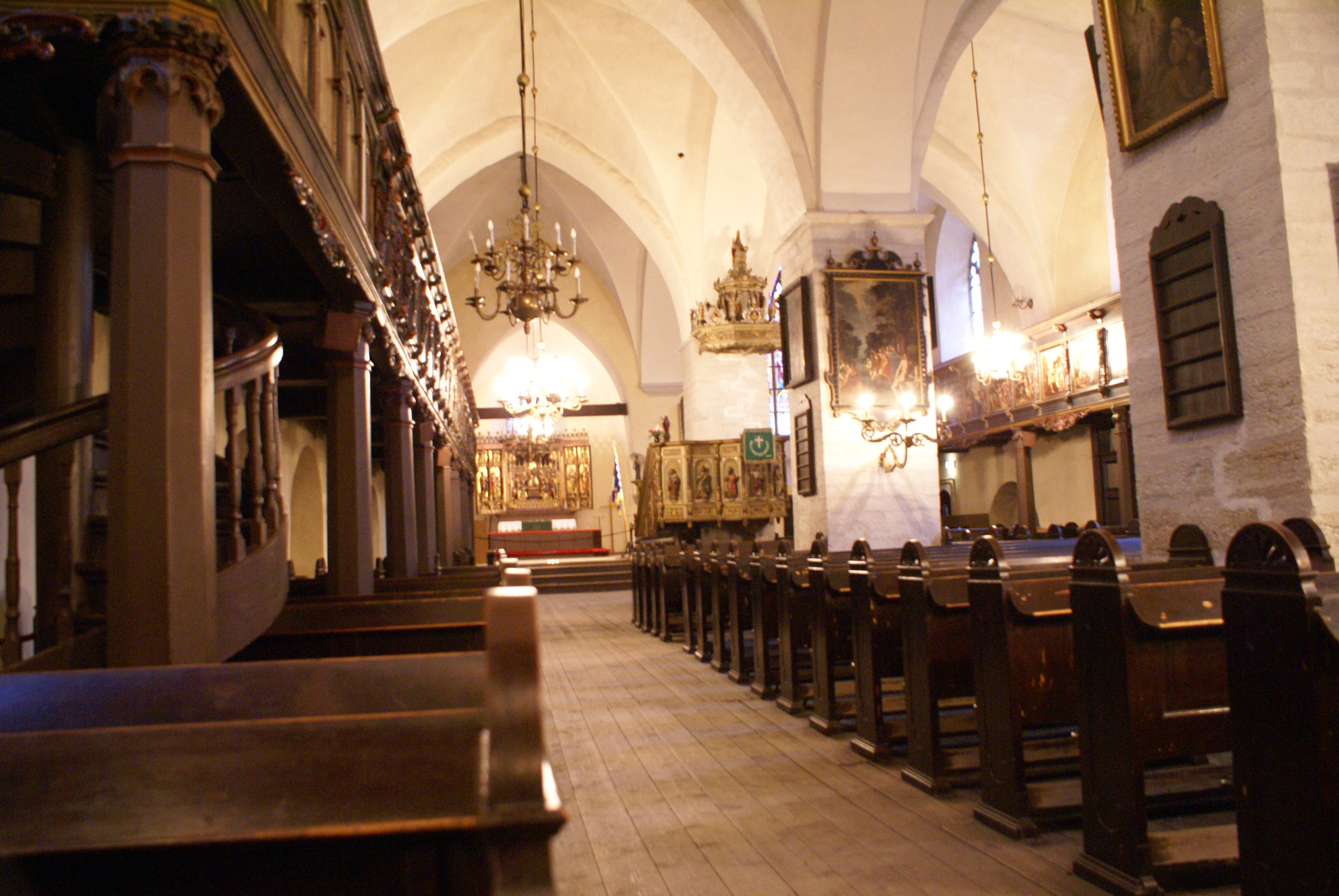
Intérieur de l'église.